# Parc national de Varangerhalvøya
Le parc national de Varangerhalvøya est un parc national créé en 2006 sur la péninsule de Varanger dans le Finnmark norvégien. Il est situé dans les municipalités de Båtsfjord, Nesseby, Vadsø et Vardø, dans la partie la plus septentrionale de la Norvège. D'une superficie de 1804 km², une grande partie du parc est encore constituée de toundra alpine.

## Flore et faune
Étant donné que les espèces de l’Arctique, de la Sibérie orientale et des régions plus méridionales se trouvent toutes ensemble sur la péninsule de Varanger, la vie végétale est distinctive. Les petites forêts de feuillus de la région sont parmi les plus septentrionales du monde.
Le substrat rocheux et le sol riches en chaux dans le nord abritent de riches poches contenant des espèces rares comme Papaver dahlianum (un coquelicot), l’armoise des champs, le cinquefoil des neiges du Svalbard et Arenaria pseudofrigida (une plante de sable).
La péninsule possède encore un écosystème alpin complet avec des rennes (domestiqués), des gloutons et des renards arctiques. Ce dernier est l’espèce de mammifère la plus menacée de Norvège. Un programme spécial basé sur la réduction du nombre de renards roux dominants a donné de très bons résultats (en 2008) pour la petite population de renards arctiques.

### Zone importante pour la conservation des oiseaux
Une zone d’environ 200 000 ha de la péninsule, coïncidant en grande partie avec le parc national, a été désignée zone importante pour la conservation des oiseaux (ZICO) par BirdLife International parce qu’elle abrite des populations reproductrices de nombreux oiseaux, comme les oies naines, les hareldes boréales, les macreuses communes, les fuligules milouinans, les pluviers dorés, les barges à queue noire, les tournepierres à collier, les bécasseaux de Temminck, les bécasseaux violets et bécasseaux minute, les phalaropes à cou rouge, les chevaliers arlequins, les labbes à longue queue et labbes parasites, les hiboux des marais, les harfangs des neiges, les buses pattues, les faucons gerfauts, les pipits à gorge rousse et les bruants des neiges. 

## Galerie

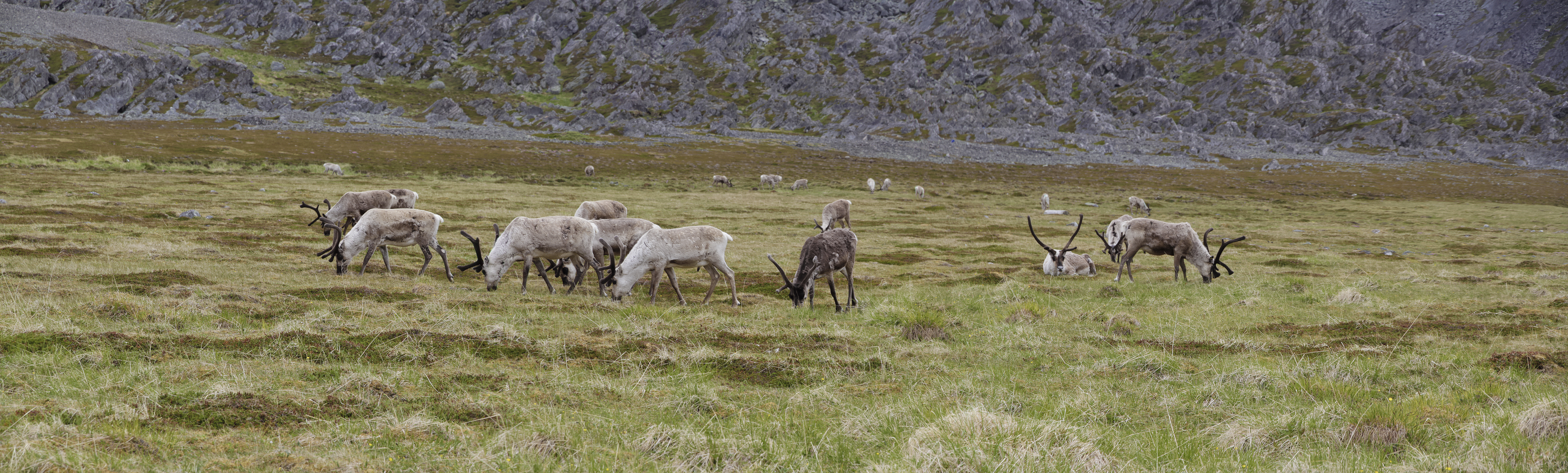
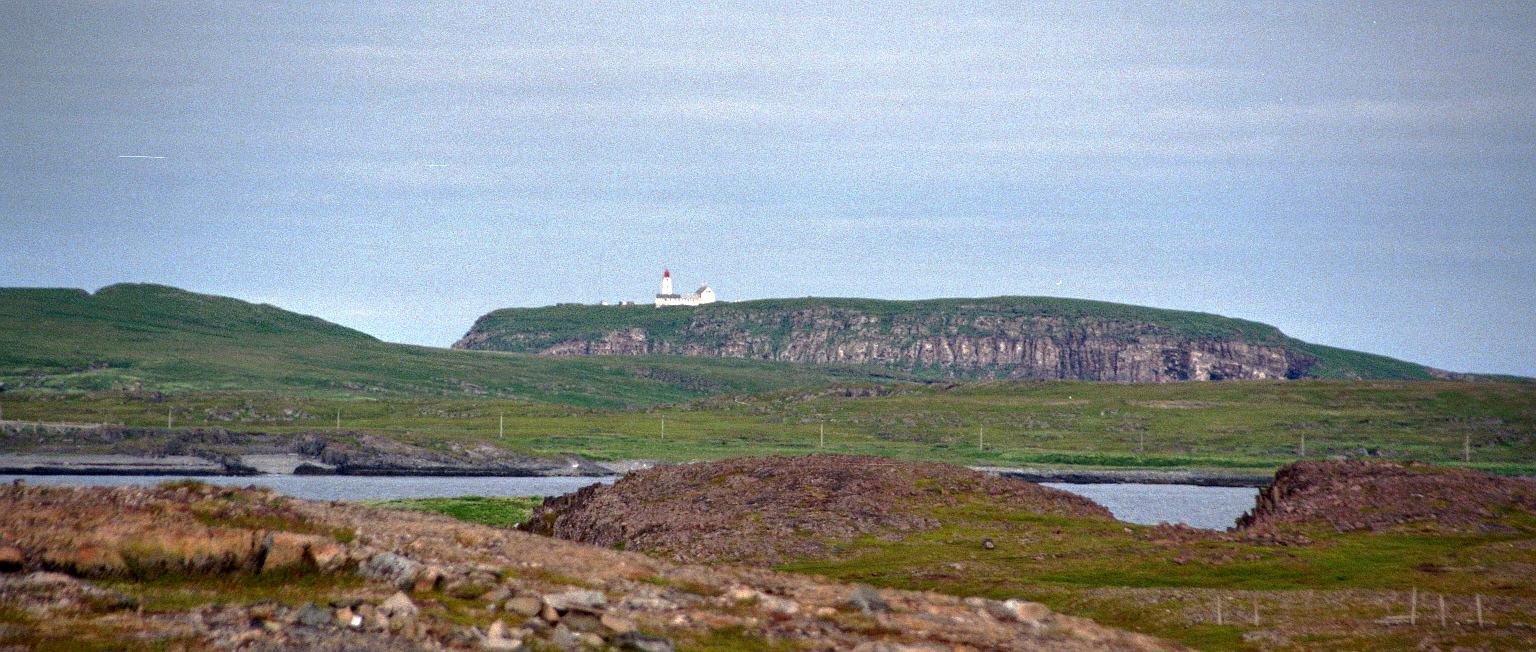
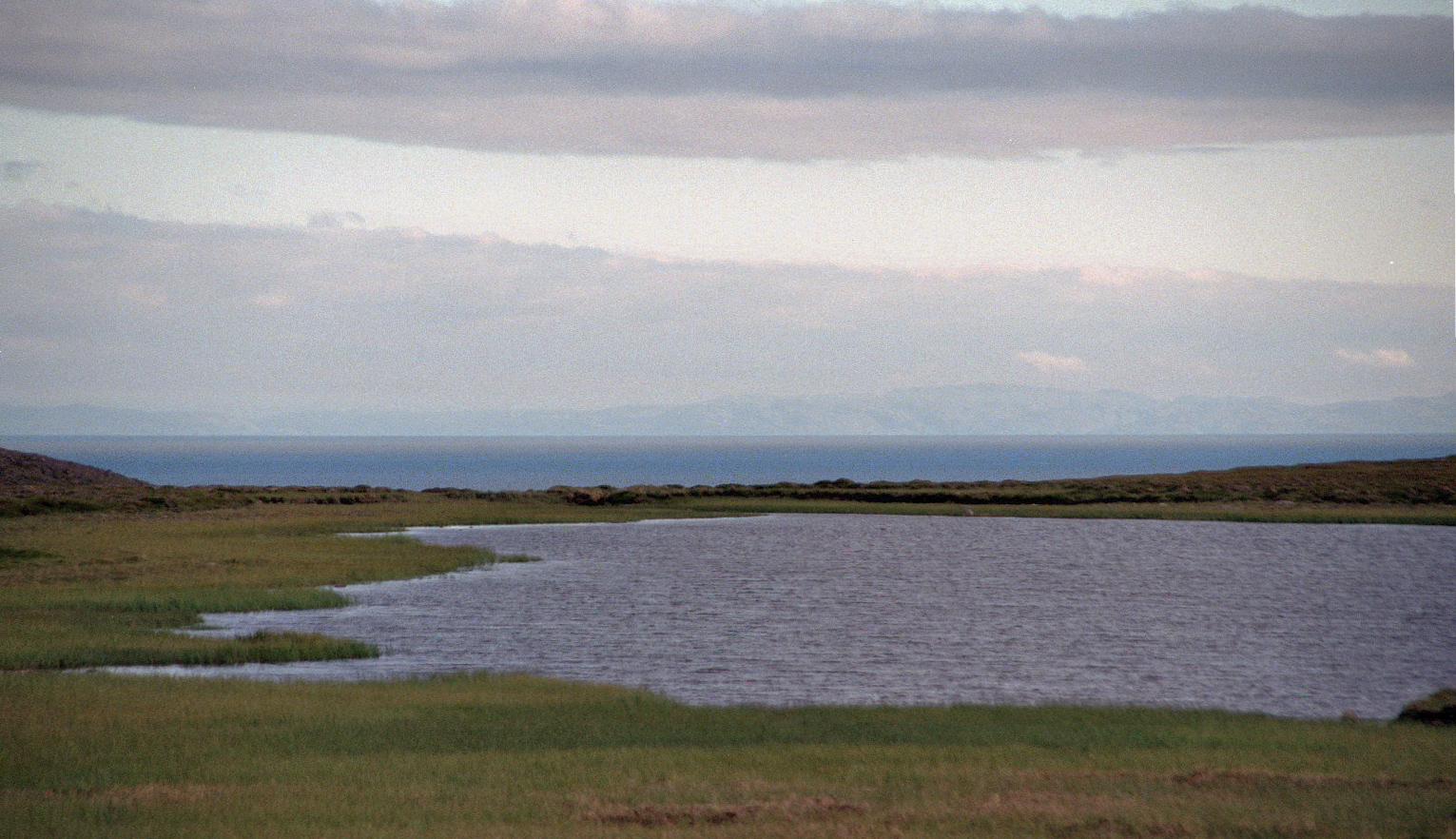